# Mycetia squamulosopilosa
Mycetia squamulosopilosa är en måreväxtart som beskrevs av Charles-Joseph Marie Pitard. Mycetia squamulosopilosa ingår i släktet Mycetia och familjen måreväxter. Inga underarter finns listade i Catalogue of Life.